# One Penn Plaza
One Penn Plaza este o clădire ce se află în New York City.